# Ян Кот
Ян Кот (на полски: Jan Kott) е полски театрален критик.

## Биография
Роден е на 27 октомври 1914 година във Варшава в еврейско семейство, но е кръстен като католик. През 30-те години става комунист и след Втората световна война е сред водещите полски теоретици на социалистическия реализъм. След Десталинизацията през 1956 година напуска комунистическата партия, а през 1965 година емигрира в Съединените щати. Там преподава в Стоунибрукския университет и оказва силно влияние върху интерпретациите на Уилям Шекспир във втората половина на XX век.
Ян Кот умира от инфаркт на миокарда на 23 декември 2001 година в Санта Моника.